# Romain Gary

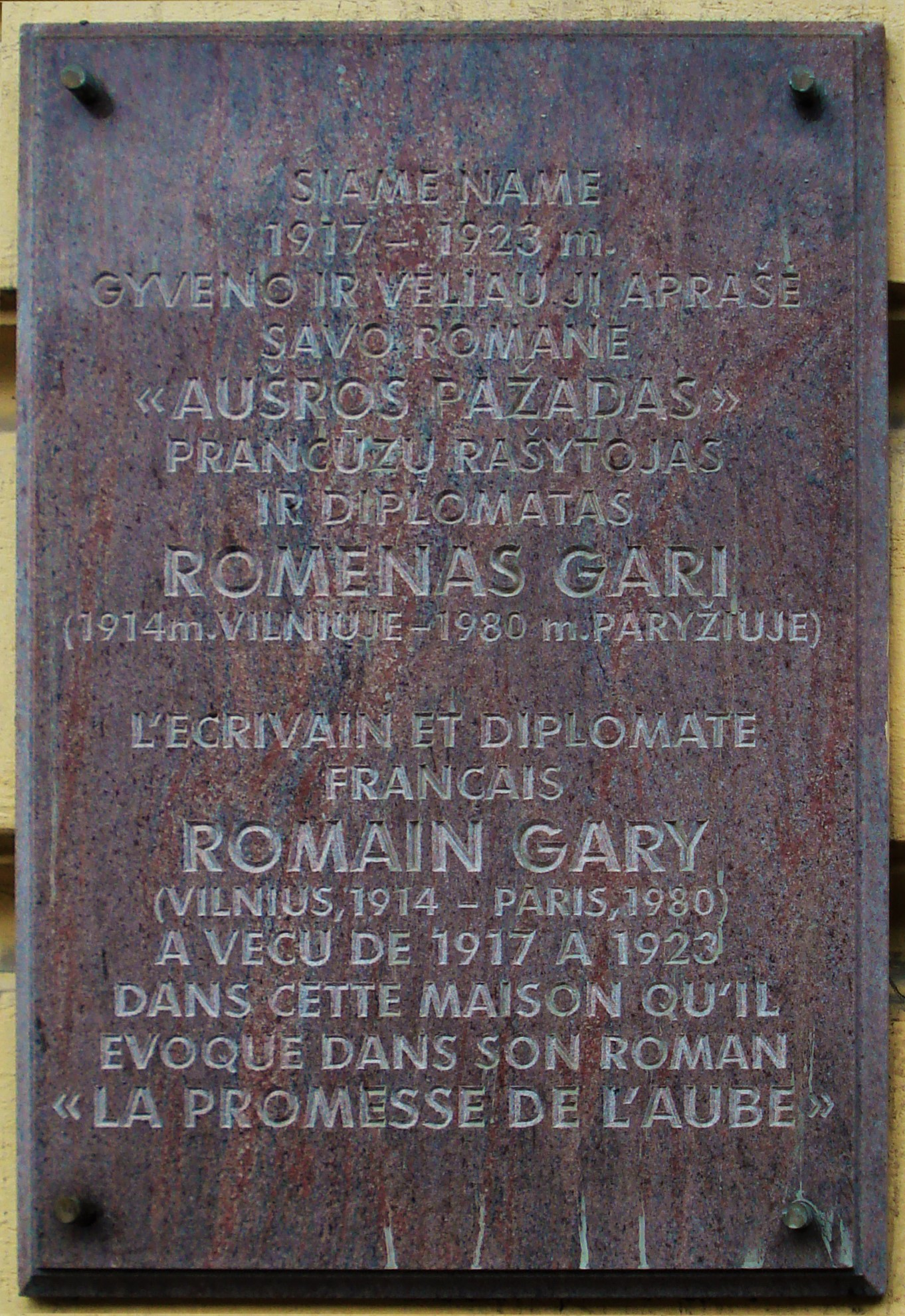
Tablica pamiątkowa na ścianie budynku w Wilnie, w którym mieszkał Gary

Romain Gary, właśc. Roman Kacew (ros. Роман Кацев), tworzył również pod pseudonimem Émile Ajar (ur. 8 maja?/21 maja 1914 w Moskwie lub Wilnie, zm. 2 grudnia 1980 w Paryżu) – francuski pisarz pochodzenia żydowskiego i rosyjskiego, scenarzysta i reżyser filmowy, dyplomata.

## Życiorys
Według Tadeusza Kowzana Roman Kacew urodził się w Moskwie. Dokumenty znalezione w 2014 potwierdzają jednak Wilno jako miejsce narodzin. Jego matka, Nina Kacew, uciekła wraz z jedynym synem z bolszewickiej Rosji i w 1923 r. zamieszkała w Wilnie, ówcześnie w Polsce. Prowadziła tam pracownię krawiecką przy Wielkiej Pohulance 16.
W 1926 r. Kacew z matką przeniósł się do Warszawy, a stamtąd w 1927 do Nicei. Studiował prawo w Aix-en-Provence i w Paryżu. Gdy wybuchła II wojna światowa, wstąpił do francuskich sił zbrojnych, w których po ukończeniu oficerskiej szkoły lotniczej służył jako pilot. Po zajęciu Francji przez Niemców uciekł do Anglii, gdzie pod dowództwem de Gaulle’a służył w siłach Wolnej Francji (latał na bombowcach). Po wojnie rozpoczął karierę dyplomatyczną. W 1952 został mianowany francuskim delegatem przy Narodach Zjednoczonych, a w 1956 konsulem generalnym Francji w Los Angeles. Pełnił również misje na francuskich placówkach dyplomatycznych w Szwajcarii, Boliwii i Bułgarii. Dużo podróżując, kilkakrotnie odwiedzał Polskę, którą darzył szczególnym sentymentem i do której „do końca życia żywił serdeczną przyjaźń”. Był gorącym zwolennikiem gaullizmu, co później miało wpływ na negatywną postawę wielu krytyków literackich wobec jego twórczości. 
Zasiadał w jury konkursu głównego na 15. MFF w Cannes (1962). Odznaczony m.in. orderem Compagnon de la Libération za walki w czasie II wojny światowej i Legią Honorową nadanymi mu osobiście przez de Gaulle’a.
Po samobójczej śmierci jego byłej żony w 1979, Gary popadł w depresję; w 1980 również odebrał sobie życie.

## Twórczość
Pierwszą swoją powieść, Éducation européenne, wydał w 1945 r. Na jego literacką twórczość składa się ogółem ponad 30 powieści, a także wiele esejów i opowiadań. Romain Gary jako jedyny otrzymał dwukrotnie prestiżową Nagrodę Goncourta, mimo że może ona być przyznana danemu autorowi tylko raz. Po raz pierwszy otrzymał ją w 1956 za powieść Korzenie nieba (Les racines du ciel), a po raz drugi w 1975 za Życie przed sobą (La vie devant soi), wydaną pod pseudonimem Émile Ajar. Ta ostatnia powieść zaliczana jest dzisiaj do najcenniejszych dokonań prozy francuskiej drugiej połowy XX w. Publikował również jako Fosco Sinibaldi i Shatan Bogat, a używając tych pseudonimów chciał udowodnić niechętnym mu krytykom, że ich opinie są niesłuszne. Tożsamość Émile’a Ajara została ujawniona dopiero w wydanej pośmiertnie książce Vie et mort d’Émile Ajar. Przez pięć lat za autora powieści uznawano kuzyna Gary’ego, Paula Pavlowitcha, który grał tę rolę na prośbę prawdziwego autora. Pod tym samym pseudonimem Gary wydał również trzy inne powieści. Na podstawie jego książek powstało kilka filmów. Sam był również autorem kilku scenariuszy filmowych. W 1971 wyreżyserował film Kill!
Jego książki na język polski tłumaczyli: Jan Kott, Maria Braunstein, Agnieszka Daniłowicz-Grudzińska, Janina Karczmarewicz-Fedorowska, Jerzy Pański, Krystyna Szeżyńska-Maćkowiak, Józef Waczków, Krystyna Byczewska.
Romain Gary był też autorem „teorii politologicznej”, która mówiła, że w Związku Radzieckim po łysym przywódcy zawsze przychodzi owłosiony.

## Życie osobiste
Romain Gary był dwukrotnie żonaty: najpierw z brytyjską dziennikarką Lesley Blanch (1944–1961), później z amerykańską aktorką Jean Seberg (1962–1970). Z drugiego małżeństwa pozostawił syna Alexandre Diego (ur. 1963).

## Dorobek literacki

### Jako Romain Gary
- Edukacja europejska (Éducation européenne(inne języki), 1945, wyd. pol. 1997)
- Tulipe (1946)
- Le grand vestiaire (1949)
- Les couleurs du jour (1952)
- Korzenie nieba (Les racines du ciel(inne języki), 1956, wyd. pol. 1967) – otrzymała Nagrodę Goncourta
- Obietnica poranka (La promesse de l’aube(inne języki), 1960, wyd. pol. 1964, autobiografia)
- Johnie Cœur (1961)
- Gloire à nos illustres pionniers (1962, opowiadania)
- Lady L. (1963, wyd. pol. 2022)[6]
- The ski bum (1965)
- Pour Sganarelle (1965, eseje literackie)
- Zjadacze gwiazd (Les mangeurs d’étoiles, 1966, wyd. pol. 1970)
- La danse de Gengis Cohn (1967)
- La tête coupable (1968)
- Adieu Gary Cooper (1969)
- Biały pies (Chien blanc, 1970, wyd. pol. 1997)
- Les trésors de la Mer Rouge (1971)
- Europa (1972)
- Les enchanteurs (1973)
- La nuit sera calme (1974, wywiad)
- Au-delà de cette limite votre ticket n’est plus valable (1975)
- Blask kobiecości (Clair de femme, 1977, wyd. pol 1997)
- Charge d'âme (1977)
- La bonne moitié (1979)
- Les clowns lyriques (1979)
- Latawce (Les cerfs-volants, 1980, wyd. pol. 2020)[7]
- Vie et mort d’Émile Ajar (1981, pośmiertnie)
- Człowiek z gołębiem (L’homme à la colombe, 1984, wersja pośmiertna, wyd. pol. 1998)

### Jako Émile Ajar
- Pieszczoch (Gros-Câlin, 1974, wyd. pol. 1993)
- Życie przed sobą (La vie devant soi, 1975, wyd. pol. 1978) – otrzymała Nagrodę Goncourta
- Pseudo (1976)
- Lęki króla Salomona (L’Angoisse du roi Salomon, 1979, wyd. pol. 1982)

### Jako Fosco Sinibaldi
- L’homme à la colombe (1958)

### Jako Shatan Bogat
- Czternaście głów Stefanii (Les têtes de Stéphanie, 1974, wyd. pol. 1993)[8]

## Filmografia
Reżyser
- Les oiseaux vont mourir au Pérou (1968)
- Kill! (1971)